# Sarrazac (Lot)
Sarrazac is een plaats en voormalige gemeente in het Franse departement Lot in de regio Occitanie en telt 523 inwoners (2004). De plaats maakt deel uit van het arrondissement Gourdon.

## Geschiedenis
Sarrazac is op 1 januari 2019 gefuseerd met de gemeente Cressensac tot de gemeente Cressensac-Sarrazac.

## Geografie
De oppervlakte van Sarrazac bedraagt 18,3 km², de bevolkingsdichtheid is 28,6 inwoners per km².
De onderstaande kaart toont de ligging van Sarrazac (Lot) met de belangrijkste infrastructuur en aangrenzende gemeenten.

## Demografie
Onderstaande figuur toont het verloop van het inwonertal.